# Swan River (Manitoba)
Pour les articles homonymes, voir Swan River.
Swan River est une petite ville du Manitoba, enclavée dans la municipalité rurale de Swan River. La ville de Swan River est en 2011, avec sa population de 3 907, la 15e ville la plus peuplée du Manitoba.
Swan River est localisé entre le parc provincial Duck Mountain et les Porcupine Hills. La ville est également près de la frontière avec la Saskatchewan.

## Démographie
| 2001  | 2006  | 2011  | 2016  |
| ----- | ----- | ----- | ----- |
| 4 032 | 3 859 | 3 907 | 4 014 |

## Référence
- (en) Cet article est partiellement ou en totalité issu de l’article de Wikipédia en anglais intitulé « Swan River, Manitoba » (voir la liste des auteurs).

1. ↑  « Statistique Canada - Profils des communautés de 2006 -    Swan River » (consulté le 6 juin 2020)
2. ↑  « Statistique Canada - Profils des communautés de 2016 -   Swan River » (consulté le 4 juin 2020)